# 南松鶴

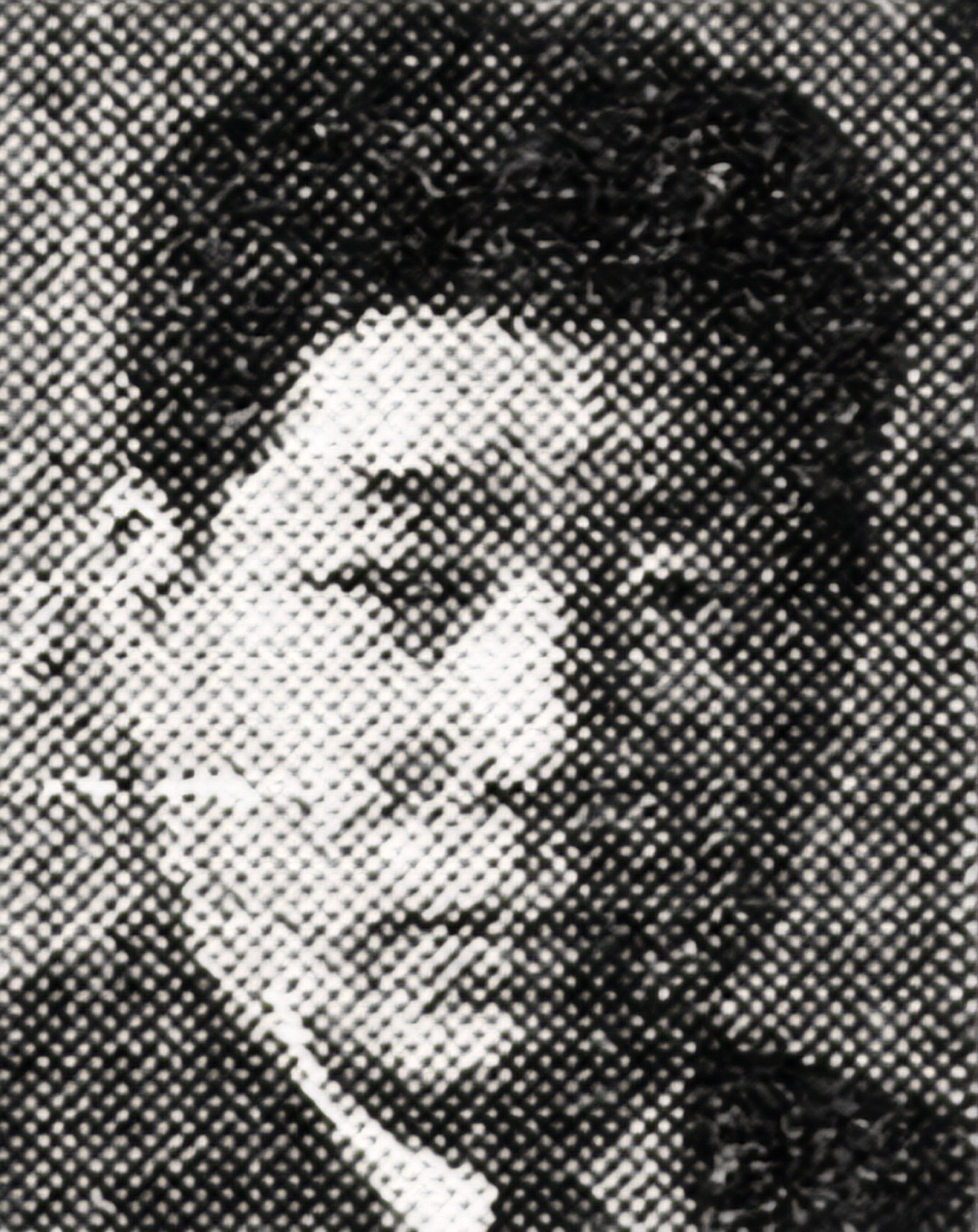
1954年ごろ

南 松鶴（ナム・ソンハク、朝鮮語: 남송학、1903年7月23日 - 1974年6月22日）は、日本統治時代の朝鮮および大韓民国の実業家、政治家。第2・3代韓国国会議員。
本貫は宜寧南氏（忠簡公副正公派）、別名は南 禹鉉（ナム・ウヒョン、남우현）。キリスト教徒。

## 経歴
ソウル麻浦または忠北槐山出身。1922年に京城鉄道学校を卒業し、その後早稲田大学政経科を校外生として卒業し、陸軍歩兵学校幹部班卒業。1935年にイエス教長老会龍山教会長老・長老会長を歴任し、1936年に南洋印刷所を経営した。解放後は大韓独立促成国民会龍山区支部長・中央常務委員・中央総本部財政部長・ソウル市支部財政部長、総選挙対等委員会中央本部財政部長、民族代表者大会龍山区選出代議員、朝鮮印刷文化建設協会（現・大韓印刷文化協会）理事長、南洋印刷所・南洋印刷社経営者、大韓青年団龍山区団長、自由党中央本部訓練部長・最高委員・無任所常務委員、国会交通逓信分科委員長・海運造船各社に対する国政監査処理委員会委員長を務めた。他は印刷文化時報社の経営者も務めた。
1974年6月22日、ソウル市龍山区の自宅で死去。享年71。

## エピソード
朝鮮戦争中の1951年5月、一部の一線軍人たちが申性模国防部長官らの留任要求運動を行うことに対し、違憲だけではなく、全国民の要望を無視することだと批判した。
釜山政治波動のとき、議員たちの出入りの監視に重要な役割を果たした。